# Thymus punctulosus
Thymus punctulosus — вид рослин родини глухокропивові (Lamiaceae), поширений на сході європейської Росії та в Західному Сибіру.

## Опис
Квітконосні пагони 2–10 см у висоту. Листові пластини 2.5–5 × 1–2 мм.
Суцвіття голівчасте. Чашечка трубчасто-дзвінсаста, завдовжки 3.5–4.5 мм, часто пурпурна. Віночок завдовжки ≈ 6–7 мм. Плоди ≈ 0.8 × 0.5 мм, коричневі. Цвіте VI–VII.

## Поширення
Поширений на сході європейської Росії та в Західному Сибіру.